# NGC 4999
NGC 4999 este o hi (21cm) source⁠(d) situată în constelația Fecioara. A fost descoperită în 24 februarie 1786 de către William Herschel.